# Campeonato Alemán de fútbol
El Campeonato Alemán de fútbol (en alemán: Deutsche Fußballmeisterschaft) es la más alta competición de fútbol en Alemania, que desde 1963 es la Bundesliga. La historia del Campeonato de Alemania de fútbol es compleja y refleja la turbulenta historia del país durante el siglo XX.
El fútbol llegó a Alemania de la mano de inmigrantes ingleses, teniendo mucho éxito en las ciudades de Berlín, Hamburgo, Stuttgart y Leipzig en la década de los años 1890, lo que dio origen a campeonatos locales y regionales por todo el país. Tras la fundación en 1900 de la Federación Alemana de Fútbol (en alemán: Deutscher Fußball-Bund - DFB) el primer campeonato nacional oficial se celebró en 1903, siendo el VfB Leipzig el vencedor tras derrotar al Deutscher Fussball Club Prag por 7-2 en Altona. Hasta la fundación de la Fußball-Bundesliga en 1963, el formato del campeonato era eliminatorio enfrentándose los campeones de las ligas regionales del país. Desde 1963 el campeón de la competición es reconocido como el campeón nacional.
El campeonato ha sido suspendido dos veces por motivos extradeportivos; de 1915 a 1919 por la Primera Guerra Mundial y de nuevo de 1945 a 1947 por la Segunda Guerra Mundial. Tras la misma, Alemania fue ocupada por las Potencias Aliadas y surgieron dos competiciones paralelas con la división del país. El torneo histórico de la DFB tuvo sucesión en Alemania Occidental (RFA) con la Oberliga, mientras que se creó uno nuevo en la República Democrática Alemana (RDA) controlado por la Federación de Fútbol de la RDA (en alemán: Deutscher Fußball Verband der DDR - DFV) denominado como DDR-Oberliga (acrónimo de Deutsche Demokratische Republik-Oberliga). Previamente, durante el Tercer Reich fue conocida como Gauliga. Tras la reunificación alemana en el año 1990 las dos competiciones se fusionaron en un único campeonato.
El Fußball-Club Bayern München ostenta el récord de campeonatos con 33 títulos, todos menos uno (el de 1932) conseguidos en la Bundesliga. También ostenta el de más campeonatos conseguidos consecutivamente, un total de 11 logrados entre 2013 y 2023 (anteriormente el Berliner Fußballclub Dynamo había logrado 10 títulos de campeón de la RDA entre 1979 y 1988).

## Historia

### Campeonato Alemán (1903–33)

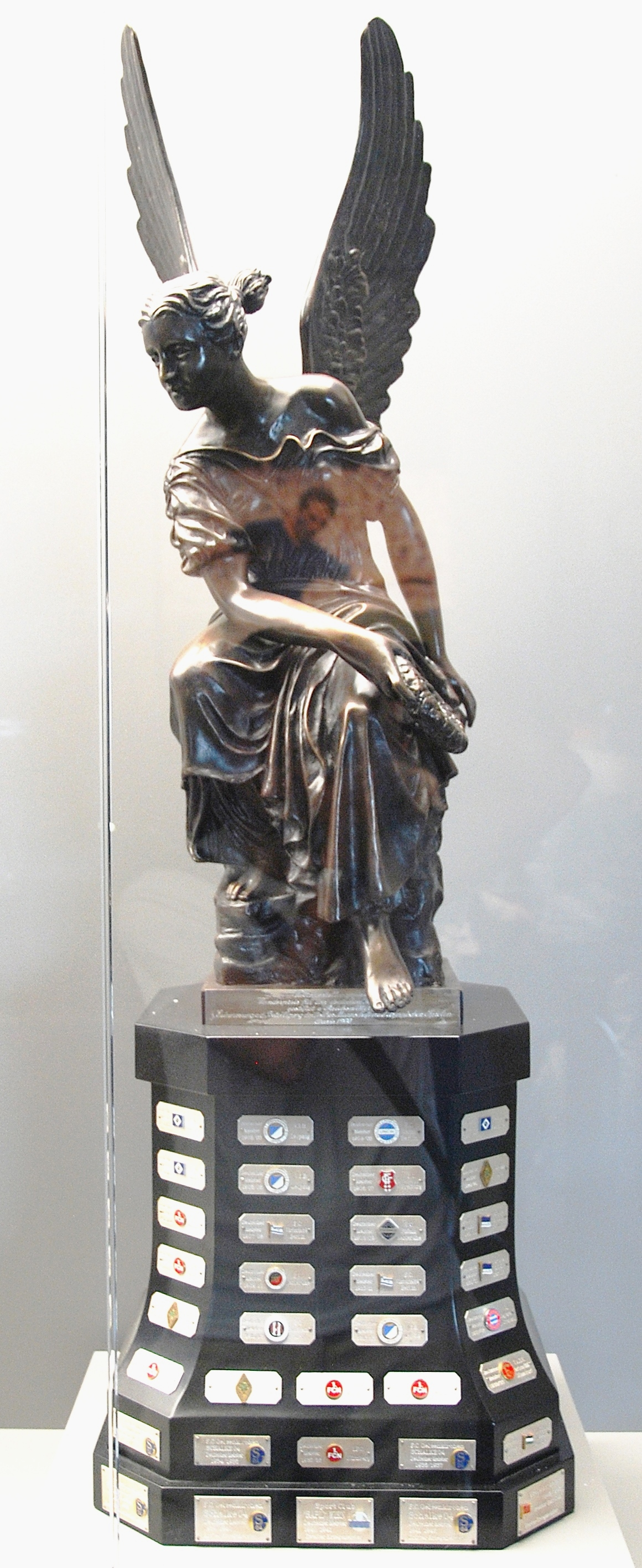
Trofeo de la Diosa Viktoria otorgado al campeón alemán.

Los primeros intentos de organizar algún tipo de Campeonato Alemán vienen de 1894 cuando el Berliner Fußball-Club Viktoria, campeón de Berlín, invitó al Hanauer Fußball-Club a disputar un partido para dilucidar quién era el mejor equipo del país. Los de Hanau fueron incapaces de asumir el coste del viaje y hubieron de rechazar la invitación, teniendo su desenlace en 2007, 113 años después, y siendo proclamados los berlineses vencedores oficiales de Alemania de 1894 tras la disputa de dos partidos.
Tras su formación en 1900, la Federación Alemana de Fútbol (en alemán: Deutscher Fußball-Bund) comenzó a establecer su autoridad sobre los diferentes campeonatos regionales o territoriales que ya existían por todo el país y en 1903 se organizó el primer Campeonato Alemán oficial bajo su tutela. La recompensa para el campeón de Alemania era la Viktoria, un trofeo estatua de la diosa romana de la Victoria sentada, donada por el comité que organizó la participación alemana en los Juegos Olímpicos de 1900 en París.
Para disputar la fase final del Campeonato Alemán, un club tenía que ganar uno de los diversos campeonatos regionales en los que estaba dividido el territorio, que, en algunos casos, eran más antiguos que el nacional y que eran los siguientes:
- Campeonato de fútbol de Alemania Meridional - Formado en 1898.
- Campeonato de fútbol de Brandenburgo - Formado en 1898.
- Campeonato de fútbol de Alemania Central - Formado en 1902.
- Campeonato de fútbol de Alemania Occidental - Formado en 1903.
- Campeonato de fútbol de Alemania Septentrional - Formado en 1906.
- Campeonato de fútbol del sureste alemán - Formado en 1906.
- Campeonato de fútbol del Báltico - Formado en 1908.
- Campeonato de fútbol de Märkische - Formado en 1903 y en 1911 adscrito a Brandenburgo.

A partir de 1925 los subcampeones de estos torneos también accedían a la fase nacional, que fue expandida a 16 clubes. Los terceros clasificados de los dos campeonatos más potentes, el del Sur y el del Oeste, también accedían a la fase final hasta que finalmente este sistema de campeonatos regionales fue disuelto en 1933 por los nazis y reemplazado por el sistema de la Gauliga.

### Campeonato Alemán durante el Tercer Reich -Gauliga(1933–48)
|  | Para un completo desarrollo véase Gauliga |

Con la llegada al poder en Alemania del nazismo las competiciones deportivas fueron reforzadas por razones políticas. Clubes cuyas inclinaciones eran desagradables para el nuevo régimen por izquierdistas fueron disueltos o forzados a fusionares con otros clubes con una ideología aceptable.
Al comienzo de la temporada 1933-34 el fútbol alemán fue reorganizado en 16 campeonatos regionales llamados Gauligen de los que el campeón de cada una accedía a la fase final nacional. Nuevas Gauligen fueron creadas a medida que el Reich expandía sus fronteras, primero a través del Anschluss con Austria, después a través de las conquistas y anexiones antes y durante la Segunda Guerra Mundial. Esto expandió el Campeonato Alemán con la incorporación de nuevos campeones regionales de las nuevas zonas. También introdujo clubes anteriormente extranjeros en el campeonato, donde los clubes de Viena causaron una gran impresión. La competición durante la guerra también se caracterizó por la formación de clubes militares como el Luftwaffen-Sportverein Hamburg (club de la Luftwaffe) que fue subcampeón en 1944.
A diferencia de otros países como el Reino Unido, donde el fútbol fue suspendido al comenzar la guerra, la competición el Alemania continuó hasta 1945 cuando fue imposible completar el campeonato. El último partido del torneo del que existe registro antes de ser suspendido por la guerra fue un derbi de Múnich entre el Fußball-Club Bayern München y el Turn- und Sportverein München el 23 de abril, con resultado de 3-2 para los locales.
Fue durante este período cuando se introdujo la primera competición nacional de copa; la Tschammer-Pokal, llamada así por el Reichssportführer (Jefe de Deportes del Reich) Hans von Tschammer und Osten, y predecesora de la actual DFB-Pokal. La primera edición se disputó en 1935.

### Campeonato Alemán en la Alemania Ocupada (1946–48)
Tras la victoria en la Segunda Guerra Mundial de los Aliados, Alemania fue ocupada por la Unión Soviética, Estados Unidos, Reino Unido y Francia. Todos los clubes fueron disueltos mediante la Directiva n.º 23 del Consejo de Control Aliado, durante el proceso de desnazificación, y reconstituidos poco después. En cada zona de ocupación y en la ciudad de Berlín (dividida en cuatro zonas ocupadas por las cuatro potencias) se estableció un campeonato, aunque sólo en 1948 se disputó una fase final a nivel nacional.

#### Zona de ocupación estadounidense
En la zona de ocupación estadounidense el fútbol se reanudó en noviembre de 1945, jugándose lo que luego se conocería como Fußball-Oberliga Süd, siendo la primera competición en jugarse tras la guerra. Se configuró con un formato de liga, con una primera categoría de 16 equipos en 1945 y 20 en 1946. En 1950 tras una nueva reestructuración se introdujo una segunda división denominada Zweite Oberliga Süd.

#### Zona de ocupación francesa
En la zona de ocupación francesa el fútbol se reanudó también en 1945, jugándose la Fußball-Oberliga Südwest. En un principio el campeonato se dividió en un grupo norte que comprendía a los clubes de Sarre-Palatinado-Hesse, y sur, a su vez subdividido en sureste y suroeste. Los campeones de cada subgrupo se enfrentaban entre ellos y el campeón absoluto sureño, al campeón del grupo norte. En 1946 se simplificó dejando sólo dos grupos: norte y sur.

#### Zona de ocupación británica
En la zona de ocupación británica el fútbol se reanudó en 1945 con una serie de campeonatos regionales. En la temporada 1946-47 se disputó por primera vez una ronda final en la que se enfrentaron los campeones de cada liga regional. A partir de 1947 el campeonato se reorganizó en la Fußball-Oberliga Nord y Fußball-Oberliga West.

#### Zona de ocupación soviética
En la zona de ocupación soviética se estableció un campeonato en 1948 con el nombre de Fußball-Ostzonenmeisterschaft con un formato de eliminatorias. Tras dos ediciones el campeonato se reorganizó como Fußball-Oberliga der DDR en la recién establecida República Democrática Alemana.

#### Berlín ocupado
Tras el fin de la Segunda Guerra Mundial la ciudad de Berlín fue dividida, igual que el país con la República Federal de Alemania y la República Democrática Alemana. La denominada Berlín Oeste fue dividida en cuatro sectores (estadounidense, soviético, francés y británico), mientras que todos los clubes berlineses fueron disueltos y reconstituidos como Sportgemeinschaften redistribuyendo los jugadores de cada sector entre los nuevos clubes. Los clubes de Berlín Este continuaron jugando en la nueva Stadtliga Berlin hasta la temporada 1949-50, cuando las crecientes tensiones entre las potencias provocaron el abandono de los clubes del este.

### Campeonato Alemán de la RFA -Oberliga(1948–63)
|  | Para un completo desarrollo véase Oberliga |

La restaurada competición mantuvo la práctica histórica alemana de las ligas regionales, ahora con el establecimiento de las Oberligen. Una excepción fue el Sarre ocupado por Francia, donde se estableció el Protectorado del Sarre. Hasta 1951 contó con su propia liga, la Ehrenliga Saarland, y con su propia selección en la FIFA hasta 1956. Tras la disolución de la liga en 1951 los clubes se integraron en la Fußball-Oberliga Südwest.
En la zona de ocupación soviética se estableció un campeonato separado, sin embargo los clubes de Berlín Oriental tomaron parte en la Stadtliga Berlin occidental hasta 1950.
El trofeo de la Viktoria que se entregaba a los campeones desapareció al final de la guerra, y no fue hallada hasta 1990 con varias teorías al respecto sobre su localización bien en el sótano de una casa de Berlín Oriental o que fue custodiado por el gobierno de la República Democrática Alemana. Un nuevo trofeo, el Meisterschalle, fue introducido en 1949 y se entrega al campeón alemán desde entonces.

### Campeonato Alemán de la RDA (1949–91)
|  | Para un completo desarrollo véase Deutsche Demokratische Republik-Oberliga |

La ocupación tras la guerra de Alemania por las Potencias Aliadas llevó a la partición del país y la creación de dos estados alemanes, cada uno con su propio gobierno e instituciones.
Los planes iniciales de mantener un campeonato nacional en el que participaran representantes de ambos territorios, la República Federal de Alemania (RFA) y la  República Democrática Alemana (RDA), fue pronto desechada en el contexto de la Guerra Fría entre estadounidenses y soviéticos, dos de los países que ocuparon el territorio alemán. En 1949 la Fußball-Oberliga der DDR o DDR-Oberliga fue creada por la Deutscher Fußball Verband der DDR (DFV), la Federación de Fútbol de Alemania Oriental. De 1949 a 1990 hubo un campeón en el Este y otro en el Oeste, hasta la integración de los clubes orientales en las competiciones de la zona occidental, organizada por la Deutscher Fußball-Bund (DFB).
La última campaña, la 1990-91, se jugó ya tras la reunificación alemana y sirvió para integrar a los clubes de la DDR-Oberliga en la pirámide futbolística del oeste y la nueva establecida NOFV-Oberliga pasó a ser la quinta categoría de fútbol en el país.

### Bundesliga(1963–Actualidad)
|  | Para un completo desarrollo véase Fußball-Bundesliga |

#### Bundesligade la RFA (1963–91)
La creación de la Bundesliga en 1963 supuso un profundo cambio en el Campeonato Alemán. El histórico formato de ligas regionales y fase final nacional fue abandonado en favor de una única liga nacional unificada. 16 equipos de las cinco Oberligen en funcionamiento fueron invitados a participar en el nuevo campeonato.
La nueva liga adoptó un formato de todos contra todos en el que cada equipo juega contra todos los demás una vez como local y otra como visitante. No hay play-off al título, por lo que el equipo con mejor puntuación al final de la temporada es proclamado campeón de Alemania, y en caso de haber igualdad se atiende a diversos criterios de desempate. El Fußball-Club Köln consiguió el primer título de la historia de la Bundesliga en la temporada inaugural 1963-64. Desde 1968 ha estado dominada de manera casi incontestable por el Fußball-Club Bayern München, el cual ha conseguido 28 de los 55 campeonatos jugados hasta 2019, más de dos decenas por encima de los segundos clasificados en el palmarés, el Borussia Mönchengladbach y el Ballspielverein Borussia, ambos con 5 títulos.

#### Reunificación de laBundesliga(1991–Actualidad)
Tras la reunificación alemana en 1990 los clubes de la República Democrática Alemana se integran en las competiciones del oeste en 1991. El primer campeonato de la Alemania unificada lo conquistó el VfB Stuttgart.

## Historial
Para un mejor detalle de cada edición véase Historial del Campeonato Alemán de fútbol
Nota: Nombres y banderas de los equipos según la época.
| Temporada                                       | Campeón                                                                   | Resultado                                                                 | Subcampeón                                                                | Fecha / Sede Final                                                          |
| Campeonato Alemán de la DFB                     | Campeonato Alemán de la DFB                                               | Campeonato Alemán de la DFB                                               | Campeonato Alemán de la DFB                                               | Campeonato Alemán de la DFB                                                 |
| ----------------------------------------------- | ------------------------------------------------------------------------- | ------------------------------------------------------------------------- | ------------------------------------------------------------------------- | --------------------------------------------------------------------------- |
| 1903                                            | VfB Leipzig                                                               | 7 - 2                                                                     | Deutscher FC Prag                                                         | 31/05/03, Altona                                                            |
| 1904                                            | No se definió al campeón entre el VfB Leipzig y TuFC Britannia Berlin     | No se definió al campeón entre el VfB Leipzig y TuFC Britannia Berlin     | No se definió al campeón entre el VfB Leipzig y TuFC Britannia Berlin     |                                                                             |
| 1905                                            | Berliner F. C. Union (1)                                                  | 2 - 0                                                                     | Karlsruher F. V.                                                          | 21/05/05, Colonia                                                           |
| 1906                                            | VfB Leipzig                                                               | 2 - 1                                                                     | 1. FC Pforzheim                                                           | 27/05/06, Núremberg                                                         |
| 1907                                            | Freiburger F. C. (1)                                                      | 3 - 1                                                                     | B. F. C. Viktoria                                                         | 02/06/07, Mannheim                                                          |
| 1908                                            | B. F. C. Viktoria                                                         | 3 - 0                                                                     | F. C. Stuttgarter Cickers                                                 | 07/06/08, Berlín                                                            |
| 1909                                            | Phönix Karlsruhe (1)                                                      | 4 - 2                                                                     | B. F. C. Viktoria                                                         | 30/05/09, Breslavia                                                         |
| 1910                                            | Karlsruher F. V. (1)                                                      | 1 - 0                                                                     | Kieler S. V. Holstein                                                     | 15/05/10, Colonia                                                           |
| 1911                                            | B. F. C. Viktoria (2)                                                     | 3 - 1                                                                     | VfB Leipzig                                                               | 04/06/11, Dresde                                                            |
| 1912                                            | Kieler S. V. Holstein (1)                                                 | 1 - 0                                                                     | Karlsruher F. V.                                                          | 26/05/12, Altona                                                            |
| 1913                                            | VfB Leipzig (3)                                                           | 3 - 1                                                                     | Duisburger SpV                                                            | 11/05/13, Múnich                                                            |
| 1914                                            | S. V. Fürth                                                               | 3 - 2                                                                     | VfB Leipzig                                                               | 31/05/14, Magdeburgo                                                        |
| 1915                                            | No disputado por la Primera Guerra Mundial.                               | No disputado por la Primera Guerra Mundial.                               | No disputado por la Primera Guerra Mundial.                               | No disputado por la Primera Guerra Mundial.                                 |
| 1916                                            | No disputado por la Primera Guerra Mundial.                               | No disputado por la Primera Guerra Mundial.                               | No disputado por la Primera Guerra Mundial.                               | No disputado por la Primera Guerra Mundial.                                 |
| 1917                                            | No disputado por la Primera Guerra Mundial.                               | No disputado por la Primera Guerra Mundial.                               | No disputado por la Primera Guerra Mundial.                               | No disputado por la Primera Guerra Mundial.                                 |
| 1918                                            | No disputado por la Primera Guerra Mundial.                               | No disputado por la Primera Guerra Mundial.                               | No disputado por la Primera Guerra Mundial.                               | No disputado por la Primera Guerra Mundial.                                 |
| 1919                                            | No disputado por la Primera Guerra Mundial.                               | No disputado por la Primera Guerra Mundial.                               | No disputado por la Primera Guerra Mundial.                               | No disputado por la Primera Guerra Mundial.                                 |
| 1920                                            | F. C. Nürnberg VfL                                                        | 2 - 0                                                                     | S. V. Fürth                                                               | 13/06/20, Fráncfort                                                         |
| 1921                                            | F. C. Nürnberg VfL                                                        | 5 - 0                                                                     | Berliner FC Vorwärts 90                                                   | 12/06/21, Düsseldorf                                                        |
| 1922                                            | No se definió al campeón entre el Hamburger S. V. y el F. C. Nürnberg VfL | No se definió al campeón entre el Hamburger S. V. y el F. C. Nürnberg VfL | No se definió al campeón entre el Hamburger S. V. y el F. C. Nürnberg VfL |                                                                             |
| 1923                                            | Hamburger S. V.                                                           | 3 - 0                                                                     | Union Oberschöneweide                                                     | 10/06/23, Berlín                                                            |
| 1924                                            | F. C. Nürnberg VfL                                                        | 2 - 0                                                                     | Hamburger S. V.                                                           | 08/06/24, Berlín                                                            |
| 1925                                            | F. C. Nürnberg VfL                                                        | 1 - 0                                                                     | F. S. V. Frankfurt                                                        | 07/06/25, Fráncfort                                                         |
| 1926                                            | S. V. Fürth                                                               | 4 - 1                                                                     | Hertha Berliner S. C.                                                     | 13/06/26, Fráncfort                                                         |
| 1927                                            | F. C. Nürnberg VfL                                                        | 2 - 0                                                                     | Hertha Berliner S. C.                                                     | 12/06/27, Berlín                                                            |
| 1928                                            | Hamburger S. V.                                                           | 5 - 2                                                                     | Hertha Berliner S. C.                                                     | 29/07/28, Altona                                                            |
| 1929                                            | S. V. Fürth (3)                                                           | 3 - 2                                                                     | Hertha Berliner S. C.                                                     | 28/07/29, Núremberg                                                         |
| 1930                                            | Hertha Berliner S. C.                                                     | 5 - 4                                                                     | Kieler S. V. Holstein                                                     | 22/06/30, Düsseldorf                                                        |
| 1931                                            | Hertha Berliner S. C. (2)                                                 | 3 - 2                                                                     | T. S. V. München                                                          | 14/06/31, Colonia                                                           |
| 1932                                            | F. C. Bayern München                                                      | 2 - 0                                                                     | Eintracht Fráncfort                                                       | 12/06/32, Núremberg                                                         |
| 1933                                            | Düsseldorfer TSV Fortuna (1)                                              | 3 - 0                                                                     | F. C. Gelsenkirchen-Schalke                                               | 11/06/33, Colonia                                                           |
| Campeonato Alemán de Fútbol - Gauligen          |                                                                           |                                                                           |                                                                           |                                                                             |
| 1934                                            | F. C. Gelsenkirchen-Schalke                                               | 2 - 1                                                                     | F. C. Nürnberg VfL                                                        | 24/06/34, Berlín                                                            |
| 1935                                            | F. C. Gelsenkirchen-Schalke                                               | 6 - 4                                                                     | VfB Stuttgart                                                             | 23/06/35, Colonia                                                           |
| 1936                                            | F. C. Nürnberg VfL                                                        | 2 - 1                                                                     | Düsseldorfer TSV Fortuna                                                  | 21/06/36, Berlín                                                            |
| 1937                                            | F. C. Gelsenkirchen-Schalke                                               | 2 - 0                                                                     | F. C. Nürnberg VfL                                                        | 20/06/37, Berlín                                                            |
| 1938                                            | Hannoverscher S. V. (1)                                                   | 3 - 3, 4 - 3                                                              | F. C. Gelsenkirchen-Schalke                                               | 26/06/38, 03/07/38, Berlín                                                  |
| 1939                                            | F. C. Gelsenkirchen-Schalke                                               | 9 - 0                                                                     | F. C. Admira Wien                                                         | 18/06/39, Berlín                                                            |
| 1940                                            | F. C. Gelsenkirchen-Schalke                                               | 1 - 0                                                                     | Dresdner S. C.                                                            | 21/07/40, Berlín                                                            |
| 1941                                            | S. K. Rapid Wien (1)                                                      | 4 - 3                                                                     | F. C. Gelsenkirchen-Schalke                                               | 22/06/41, Berlín                                                            |
| 1942                                            | F. C. Gelsenkirchen-Schalke                                               | 2 - 0                                                                     | First Vienna F. C.                                                        | 05/07/42, Berlín                                                            |
| 1943                                            | Dresdner S. C.                                                            | 3 - 0                                                                     | F. V. Saarbrücken                                                         | 27/06/43, Berlín                                                            |
| 1944                                            | Dresdner S. C. (2)                                                        | 4 - 0                                                                     | L. S. V. Hamburg                                                          | 18/06/44, Berlín                                                            |
| 1945                                            | No disputado por las consecuencias de la Segunda Guerra Mundial.          | No disputado por las consecuencias de la Segunda Guerra Mundial.          | No disputado por las consecuencias de la Segunda Guerra Mundial.          | No disputado por las consecuencias de la Segunda Guerra Mundial.            |
| 1946                                            | No disputado por las consecuencias de la Segunda Guerra Mundial.          | No disputado por las consecuencias de la Segunda Guerra Mundial.          | No disputado por las consecuencias de la Segunda Guerra Mundial.          | No disputado por las consecuencias de la Segunda Guerra Mundial.            |
| 1947                                            | No disputado por las consecuencias de la Segunda Guerra Mundial.          | No disputado por las consecuencias de la Segunda Guerra Mundial.          | No disputado por las consecuencias de la Segunda Guerra Mundial.          | No disputado por las consecuencias de la Segunda Guerra Mundial.            |
| Campeonato de Alemania Occidental - Oberligen * |                                                                           |                                                                           |                                                                           |                                                                             |
| 1948                                            | F. C. Nürnberg VfL                                                        | 2 - 1                                                                     | F. C. Kaiserslautern                                                      | 08/08/1948, Colonia                                                         |
| 1949                                            | VfR Mannheim (1)                                                          | 3 - 2                                                                     | B. V. Borussia                                                            | 10/07/1949, Stuttgart                                                       |
| 1950                                            | VfB Stuttgart                                                             | 2 - 1                                                                     | Offenbacher F. C. Kickers                                                 | 25/06/1950, Berlín                                                          |
| 1951                                            | F. C. Kaiserslautern                                                      | 2 - 1                                                                     | SC Preußen Münster                                                        | 30/06/1951, Berlín                                                          |
| 1952                                            | VfB Stuttgart                                                             | 3 - 2                                                                     | F. C. Saarbrücken                                                         | 22/06/1952, Ludwigshafen                                                    |
| 1953                                            | F. C. Kaiserslautern                                                      | 4 - 1                                                                     | VfB Stuttgart                                                             | 21/06/1953, Berlín                                                          |
| 1954                                            | Hannoverscher S. V. (2)                                                   | 5 - 1                                                                     | F. C. Kaiserslautern                                                      | 23/05/1954, Hamburgo                                                        |
| 1955                                            | Rot-Weiss Essen (1)                                                       | 4 - 3                                                                     | F. C. Kaiserslautern                                                      | 26/06/1955, Hannover                                                        |
| 1956                                            | B. V. Borussia                                                            | 4 - 2                                                                     | Karlsruher S. C.                                                          | 24/06/1956, Berlín                                                          |
| 1957                                            | B. V. Borussia                                                            | 4 - 1                                                                     | Hamburger S. V.                                                           | 23/06/1957, Hannover                                                        |
| 1958                                            | F. C. Gelsenkirchen-Schalke (7)                                           | 3 - 0                                                                     | Hamburger S. V.                                                           | 18/05/1958, Hannover                                                        |
| 1959                                            | Eintracht Fráncfort (1)                                                   | 5 - 3                                                                     | Offenbacher F. C. Kickers                                                 | 28/06/1959, Berlín                                                          |
| 1960                                            | Hamburger S. V.                                                           | 3 - 2                                                                     | F. C. Köln                                                                | 25/06/1960, Fráncfort                                                       |
| 1961                                            | F. C. Nürnberg VfL                                                        | 3 - 0                                                                     | B. V. Borussia                                                            | 24/06/1961, Hannover                                                        |
| 1962                                            | F. C. Köln                                                                | 4 - 0                                                                     | F. C. Nürnberg VfL                                                        | 12/05/1962, Berlín                                                          |
| 1963                                            | B. V. Borussia                                                            | 3 - 1                                                                     | F. C. Köln                                                                | 29/06/1963, Stuttgart                                                       |
| Temporada                                       | Campeón                                                                   | Subcampeón                                                                | Tercero                                                                   | Notas                                                                       |
| Bundesliga de Alemania Occidental               |                                                                           |                                                                           |                                                                           |                                                                             |
| 1963-64                                         | F. C. Köln                                                                | Meidericher S. V.                                                         | Eintracht Fráncfort                                                       | Unificación de los campeonatos de máxima categoría                          |
| 1964-65                                         | S. V. Werder Bremen                                                       | F. C. Köln                                                                | B. V. Borussia                                                            |                                                                             |
| 1965-66                                         | T. S. V. München (1)                                                      | B. V. Borussia                                                            | F. C. Bayern München                                                      |                                                                             |
| 1966-67                                         | Braunschweiger T. S. V. Eintracht (1)                                     | T. S. V. München                                                          | B. V. Borussia                                                            |                                                                             |
| 1967-68                                         | F. C. Nürnberg VfL (9)                                                    | S. V. Werder Bremen                                                       | Borussia Mönchengladbach                                                  |                                                                             |
| 1968-69                                         | F. C. Bayern München                                                      | Aachener T. S. V.                                                         | Borussia Mönchengladbach                                                  |                                                                             |
| 1969-70                                         | Borussia Mönchengladbach                                                  | F. C. Bayern München                                                      | Hertha Berliner S. C.                                                     |                                                                             |
| 1970-71                                         | Borussia Mönchengladbach                                                  | F. C. Bayern München                                                      | Hertha Berliner S. C.                                                     |                                                                             |
| 1971-72                                         | F. C. Bayern München                                                      | F. C. Gelsenkirchen-Schalke                                               | Borussia Mönchengladbach                                                  |                                                                             |
| 1972-73                                         | F. C. Bayern München                                                      | F. C. Köln                                                                | Düsseldorfer TSV Fortuna                                                  |                                                                             |
| 1973-74                                         | F. C. Bayern München                                                      | Borussia Mönchengladbach                                                  | Düsseldorfer TSV Fortuna                                                  |                                                                             |
| 1974-75                                         | Borussia Mönchengladbach                                                  | Hertha Berliner S. C.                                                     | Eintracht Fráncfort                                                       |                                                                             |
| 1975-76                                         | Borussia Mönchengladbach                                                  | Hamburger S. V.                                                           | F. C. Bayern München                                                      |                                                                             |
| 1976-77                                         | Borussia Mönchengladbach (5)                                              | F. C. Gelsenkirchen-Schalke                                               | Braunschweiger T. S. V. Eintracht                                         |                                                                             |
| 1977-78                                         | F. C. Köln (3)                                                            | Borussia Mönchengladbach                                                  | Hertha Berliner S. C.                                                     |                                                                             |
| 1978-79                                         | Hamburger S. V.                                                           | VfB Stuttgart                                                             | F. C. Kaiserslautern                                                      |                                                                             |
| 1979-80                                         | F. C. Bayern München                                                      | Hamburger S. V.                                                           | F. C. Kaiserslautern                                                      |                                                                             |
| 1980-81                                         | F. C. Bayern München                                                      | Hamburger S. V.                                                           | VfB Stuttgart                                                             |                                                                             |
| 1981-82                                         | Hamburger S. V.                                                           | F. C. Köln                                                                | F. C. Bayern München                                                      |                                                                             |
| 1982-83                                         | Hamburger S. V. (6)                                                       | S. V. Werder Bremen                                                       | VfB Stuttgart                                                             |                                                                             |
| 1983-84                                         | VfB Stuttgart                                                             | Hamburger S. V.                                                           | Borussia Mönchengladbach                                                  |                                                                             |
| 1984-85                                         | F. C. Bayern München                                                      | S. V. Werder Bremen                                                       | F. C. Köln                                                                |                                                                             |
| 1985-86                                         | F. C. Bayern München                                                      | S. V. Werder Bremen                                                       | K. F. C. Uerdingen                                                        |                                                                             |
| 1986-87                                         | F. C. Bayern München                                                      | Hamburger S. V.                                                           | Borussia Mönchengladbach                                                  |                                                                             |
| 1987-88                                         | S. V. Werder Bremen                                                       | F. C. Bayern München                                                      | F. C. Köln                                                                |                                                                             |
| 1988-89                                         | F. C. Bayern München                                                      | F. C. Köln                                                                | S. V. Werder Bremen                                                       |                                                                             |
| 1989-90                                         | F. C. Bayern München                                                      | F. C. Köln                                                                | Eintracht Fráncfort                                                       |                                                                             |
| 1990-91                                         | F. C. Kaiserslautern                                                      | F. C. Bayern München                                                      | S. V. Werder Bremen                                                       |                                                                             |
| Bundesliga de Alemania                          |                                                                           |                                                                           |                                                                           |                                                                             |
| 1991-92                                         | VfB Stuttgart                                                             | B. V. Borussia                                                            | Eintracht Fráncfort                                                       | Primer campeonato tras la reunificación alemana                             |
| 1992-93                                         | S. V. Werder Bremen                                                       | F. C. Bayern München                                                      | Eintracht Fráncfort                                                       |                                                                             |
| 1993-94                                         | F. C. Bayern München                                                      | F. C. Kaiserslautern                                                      | Bayer Leverkusen                                                          |                                                                             |
| 1994-95                                         | B. V. Borussia                                                            | S. V. Werder Bremen                                                       | S. C. Freiburg                                                            |                                                                             |
| 1995-96                                         | B. V. Borussia                                                            | F. C. Bayern München                                                      | F. C. Gelsenkirchen-Schalke                                               |                                                                             |
| 1996-97                                         | F. C. Bayern München                                                      | Bayer Leverkusen                                                          | B. V. Borussia                                                            |                                                                             |
| 1997-98                                         | F. C. Kaiserslautern (4)                                                  | F. C. Bayern München                                                      | Bayer Leverkusen                                                          |                                                                             |
| 1998-99                                         | F. C. Bayern München                                                      | Bayer Leverkusen                                                          | Hertha Berliner S. C.                                                     |                                                                             |
| 1999-00                                         | F. C. Bayern München                                                      | Bayer Leverkusen                                                          | S. V. Hamburger                                                           |                                                                             |
| 2000-01                                         | F. C. Bayern München                                                      | F. C. Gelsenkirchen-Schalke                                               | B. V. Borussia                                                            |                                                                             |
| 2001-02                                         | B. V. Borussia                                                            | Bayer Leverkusen                                                          | F. C. Bayern München                                                      |                                                                             |
| 2002-03                                         | F. C. Bayern München                                                      | VfB Stuttgart                                                             | B. V. Borussia                                                            |                                                                             |
| 2003-04                                         | S. V. Werder Bremen (4)                                                   | F. C. Bayern München                                                      | Bayer Leverkusen                                                          |                                                                             |
| 2004-05                                         | F. C. Bayern München                                                      | F. C. Gelsenkirchen-Schalke                                               | S. V. Werder Bremen                                                       |                                                                             |
| 2005-06                                         | F. C. Bayern München                                                      | S. V. Werder Bremen                                                       | S. V. Hamburger                                                           |                                                                             |
| 2006-07                                         | VfB Stuttgart (5)                                                         | F. C. Gelsenkirchen-Schalke                                               | S. V. Werder Bremen                                                       |                                                                             |
| 2007-08                                         | F. C. Bayern München                                                      | S. V. Werder Bremen                                                       | F. C. Gelsenkirchen-Schalke                                               |                                                                             |
| 2008-09                                         | VfL Wolfsburg (1)                                                         | F. C. Bayern München                                                      | VfB Stuttgart                                                             |                                                                             |
| 2009-10                                         | F. C. Bayern München                                                      | F. C. Gelsenkirchen-Schalke                                               | S. V. Werder Bremen                                                       |                                                                             |
| 2010-11                                         | B. V. Borussia                                                            | Bayer Leverkusen                                                          | F. C. Bayern München                                                      |                                                                             |
| 2011-12                                         | B. V. Borussia (8)                                                        | F. C. Bayern München                                                      | F. C. Gelsenkirchen-Schalke                                               |                                                                             |
| 2012-13                                         | F. C. Bayern München                                                      | B. V. Borussia                                                            | Bayer Leverkusen                                                          |                                                                             |
| 2013-14                                         | F. C. Bayern München                                                      | B. V. Borussia                                                            | F. C. Gelsenkirchen-Schalke                                               |                                                                             |
| 2014-15                                         | F. C. Bayern München                                                      | VfL Wolfsburg                                                             | Borussia Mönchengladbach                                                  |                                                                             |
| 2015-16                                         | F. C. Bayern München                                                      | B. V. Borussia                                                            | Bayer Leverkusen                                                          |                                                                             |
| 2016-17                                         | F. C. Bayern München                                                      | RB Leipzig                                                                | B. V. Borussia                                                            |                                                                             |
| 2017-18                                         | F. C. Bayern München                                                      | F. C. Gelsenkirchen-Schalke                                               | Hoffenheim                                                                |                                                                             |
| 2018-19                                         | F. C. Bayern München                                                      | B. V. Borussia                                                            | R. B. Leipzig                                                             |                                                                             |
| 2019-20                                         | F. C. Bayern München                                                      | B. V. Borussia                                                            | R. B. Leipzig                                                             |                                                                             |
| 2020-21                                         | F. C. Bayern München                                                      | R. B. Leipzig                                                             | B. V. Borussia                                                            |                                                                             |
| 2021-22                                         | F. C. Bayern München                                                      | B. V. Borussia                                                            | Bayer Leverkusen                                                          |                                                                             |
| 2022-23                                         | F. C. Bayern München                                                      | B. V. Borussia                                                            | R. B. Leipzig                                                             | Récord de campeonatos consecutivos                                          |
| 2023-24                                         | Bayer Leverkusen (1)                                                      | VfB Stuttgart                                                             | F. C. Bayern München                                                      | Primer campeón invicto Fin de la seguidilla de campeonatos del F. C. Bayern |
| 2024-25                                         | F. C. Bayern München (34)                                                 | Bayer Leverkusen                                                          | Eintracht Frankfurt                                                       |                                                                             |

- Nota *: para el campeonato de Alemania Oriental ver: DDR-Oberliga. En el caso de las banderas durante el período del Tercer Reich (nacionalsocialismo) se utilizan las banderas divisorias territoriales en el caso del Estado Libre de Prusia, mientras que en el resto del territorio se utilizan las de las divisiones históricas previas y posteriores al régimen nacionalsocialista (unidos todos los distritos bajo la misma bandera imperial), con la excepción de Sarre que tras unirse a Alemania no poseyó bandera territorial al estar previamente administrado por la Sociedad de las Naciones.

### Campeonatos zonales posguerra
Debido a la guerra no se disputó el campeonato alemán entre 1945 y 1947, por lo que no existe un campeón absoluto en dicho período, pero sí se disputaron los campeonatos de zona reproducidos a continuación. Se indica también los campeones de zona del Campeonato Alemán de Fútbol 1948 previo a su eliminación, si bien ya en esta temporada se declaró un campeón absoluto. No se indican los campeonatos de la zona oriental de ocupación soviética de 1948 y 1949 al estar incluidos ya en la DDR-Oberliga.
Nota: Nombres y banderas de los equipos según la época.
| Temporada                        | Campeón                     | Subcampeón                 | Tercero                   | Notas                                                  |
| Berlín                           | Berlín                      | Berlín                     | Berlín                    | Berlín                                                 |
| -------------------------------- | --------------------------- | -------------------------- | ------------------------- | ------------------------------------------------------ |
| 1946                             | S. G. Wilmersdorf           | S. G. Prenzlauer Berg-West | S. G. Staaken             |                                                        |
| 1947                             | S. G. Charlottenburg        | S. G. Wilmersdorf          | S. G. Reinickendorf-West  |                                                        |
| 1948                             | S. G. Union Oberschöneweide | S. G. Wilmersdorf          | S. G. Charlottenburg      |                                                        |
| Zona de ocupación estadounidense |                             |                            |                           |                                                        |
| 1946                             | VfB Stuttgart               | F. C. Nürnberg VfL         | S. V. Stuttgarter Kickers |                                                        |
| 1947                             | F. C. Nürnberg VfL          | S. V. Waldhof Mannheim     | Eintracht Fráncfort       |                                                        |
| 1948                             | F. C. Nürnberg VfL          | T. S. V. München           | S. V. Stuttgarter Kickers |                                                        |
| Temporada                        | Campeón                     | Resultado                  | Subcampeón                | Fecha / Sede Final                                     |
| Zona de ocupación francesa       |                             |                            |                           |                                                        |
| 1946                             | F. C. Saarbrücken           | 5–0, 4–4                   | S. V. Fortuna Rastatt     | Kieselhumes, Sarrebruck / Schwalbenrain, Rastatt       |
| 1947                             | F. C. Kaiserslautern        | 8–1, 4–8                   | VfL Konstanz              | Betzenberg, Kaiserslautern / Bodenseestadion, Coblenza |
| 1948                             | F. C. Kaiserslautern        | 0–3, 6–1                   | S. V. Fortuna Rastatt     | Schwalbenrain, Rastatt / Betzenberg, Kaiserslautern    |
| Zona de ocupación británica      |                             |                            |                           |                                                        |
| 1947                             | Hamburger S. V.             | 1–0                        | B. V. Borussia            | Rheinstadion, Düsseldorf                               |
| 1948                             | Hamburger S. V.             | 6–1                        | F. C. Sankt Pauli         | Stadion Hoheluft, Hamburgo                             |

- Las banderas identifican el sector de ocupación al que pertenecía cada club.

## Palmarés
Palmarés global del Campeonato Alemán, unificado con la DDR-Oberliga.
Nota: indicados en negrita las temporadas en las que también consiguió el título del Campeonato de Alemania de Copa, señalado como doblete nacional.
| Club                     | Títulos | Subcampeonatos | Años de los campeonatos obtenidos |
| ------------------------ | ------- | -------------- | --- |
| F. C. Bayern Múnich      | 34      | 10             | 1932, 1969, 1972, 1973, 1974, 1980, 1981, 1985, 1986, 1987, 1989, 1990, 1994, 1997, 1999, 2000, 2001, 2003, 2005, 2006, 2008, 2010, 2013, 2014, 2015, 2016, 2017, 2018, 2019, 2020, 2021, 2022, 2023, 2025 |
| F. C. Dinamo Berlín      | 10      | 4              | 1979, 1980, 1981, 1982, 1983, 1984, 1985, 1986, 1987, 1988 |
| F. C. Núremberg          | 9       | 4              | 1920, 1921, 1924, 1925, 1927, 1936, 1948, 1961, 1968 |
| B. V. Borussia Dortmund  | 8       | 11             | 1956, 1957, 1963, 1995, 1996, 2002, 2011, 2012 |
| F. C. Dinamo Dresde      | 8       | 8              | 1953, 1971, 1973, 1976, 1977, 1978, 1989, 1990 |
| Gelsenkirchen-Schalke    | 7       | 10             | 1934, 1935, 1937, 1939, 1940, 1942, 1958 |
| Hamburger S. V.          | 6       | 8              | 1923, 1928, 1960, 1979, 1982, 1983 |
| Vorwärts Berlin          | 6       | 4              | 1958, 1960, 1962, 1965, 1966, 1969 |
| VfB Stuttgart            | 5       | 5              | 1950, 1952, 1984, 1992, 2007 |
| Borussia Mönchengladbach | 5       | 2              | 1970, 1971, 1975, 1976, 1977 |
| S. V. Werder Bremen      | 4       | 7              | 1965, 1988, 1993, 2004 |
| FC Kaiserslautern        | 4       | 4              | 1951, 1953, 1991, 1998 |
| Carl Zeiss Jena          | 3       | 9              | 1963, 1968, 1970 |
| F. C. Colonia            | 3       | 7              | 1962, 1964, 1978 |
| Lokomotive Leipzig       | 3       | 2              | 1903, 1906, 1913 |
| Erzgebirge Aue           | 3       | 2              | 1956, 1957, 1959 |
| Magdeburgo               | 3       | 2              | 1972, 1974, 1975 |
| S. V. Greuther Fürth     | 3       | 1              | 1914, 1926, 1929 |
| Hertha Berlin            | 2       | 4              | 1930, 1931 |
| BFC Viktoria             | 2       | 2              | 1908, 1911 |
| Dresdner SC              | 2       | 1              | 1943, 1944 |
| Turbine Halle            | 2       | 1              | 1949, 1952 |
| Rot-Weiß Erfurt          | 2       | 1              | 1954, 1955 |
| F. C. Sachsen Leipzig    | 2       | 1              | 1951, 1964 |
| FSV Zwickau              | 2       | -              | 1948, 1950 |
| Hannover 96              | 2       | -              | 1938, 1954 |
| Bayer Leverkusen         | 1       | 6              | 2024 |
| Hansa Rostock            | 1       | 4              | 1991 |
| Fortuna Düsseldorf       | 1       | 3              | 1933 |
| T. S. V. München         | 1       | 3              | 1966 |
| Holstein Kiel            | 1       | 2              | 1912 |
| Karlsruher F. V.         | 1       | 2              | 1910 |
| Eintracht Frankfurt      | 1       | 1              | 1959 |
| VfL Wolfsburgo           | 1       | 1              | 2009 |
| Berliner F. C. U.        | 1       | 1              | 1905 |
| Karlsruher S. C.         | 1       | 1              | 1909 |
| Freiburger F. C.         | 1       | -              | 1907 |
| Rapid Viena (Austria)    | 1       | -              | 1941 |
| VfR Mannheim             | 1       | -              | 1949 |
| Rot-Weiss Essen          | 1       | -              | 1955 |
| Eintracht Brunswick      | 1       | -              | 1967 |
| Chemnitzer F. C.         | 1       | -              | 1967 |

Nota: * Clubes desaparecidos